# Edouwe Appin
Edouwe Appin (* 1979) ist eine ehemalige nauruische Sprinterin. An den Weltmeisterschaften 1997 nahm sie als einzige Vertreterin ihres Landes teil.

## Leben und Karriere
Im vierten Vorlauf über 100 Meter belegte Appin am 2. August 1997 bei den Weltmeisterschaften im Olympiastadion Athen in einer Zeit von 14,19 Sekunden den achten und letzten Platz. Unter den 56 Teilnehmerinnen der Vorläufe waren lediglich die Palauerin Peoria Koshiba und die Samoanerin Tiresa Paselio langsamer. Bei den Mikronesienspielen im August 1998 gewann sie als dritte Läuferin der 4-mal-100-Meter-Staffel gemeinsam mit Detsalena Olsson, Trudy Duburiya und Joline Harris die Bronzemedaille; dabei stellte die Staffel den Landesrekord auf dieser Strecke ein. Zudem erreichte Appin bei der Veranstaltung über 100 Meter das Halbfinale und schied über 200 Meter bereits im Vorlauf aus; mit der 4-mal-400-Meter-Staffel kam sie auf den vierten Platz (bei vier Staffeln). Appin stammt aus dem Distrikt Anabar und ist seit Mai 2002 mit Transom Duburiya verheiratet.